# Мірпур (район)
Мірпур (урду ضلع میرپور) — один із 10 районів Азад Кашміру, залежної від Пакистану території. Район Мірпур межує на півночі з районом Котлі, на сході з районом Бхімбер, на півдні з округом Гуджрат провінції Пенджаб Пакистану, на південному заході з округом Джелум провінції Пенджаб Пакистану, а на заході район Равалпінді провінції Пенджаб Пакистану. Район названий на честь свого головного міста Мірпур. Округ Мірпур має населення 456 200 і охоплює площу 1010 км2. Район переважно гірський з деякими рівнинами. Район Мірпур має вологий субтропічний клімат, який дуже нагадує клімат округів Гуджрат і Джелум, прилеглих районів пакистанської провінції Пенджаб.

## Історія

Карта Азад Кашміру з відділом Мірпур, виділеним червоним
(Дивізія Мірпур приблизно збігається з округом Мірпур до 1947 року)

Під час Британського Раджу район Мірпур був одним із п'яти районів провінції Джамму в княжій державі Джамму і Кашмір. Згідно з переписом 1941 року населення країни становило 386 655 осіб, приблизно 80 % з яких були мусульманами, а 16 % — індуїстами. Він складався з трьох техсил: Бхімбер Техсіль, Котлі Техсіль і Мірпур Техсіль. Згодом Бхімбер Техсіль і Котлі Техсіль отримали статус округу. Зараз ці три райони складають підрозділ Мірпур Азад Кашміру. Невеликі частини колишнього округу Мірпур були включені до округу Раджоурі контрольованого Індією штату Джамму і Кашмір.
Початковий район Мірпур, а також райони Пунч і Раджурі мали тісні географічні, етнічні та культурні зв'язки з районом Західного Пенджабу, більше ніж з містом Джамму та рештою провінції Джамму. Через ці причини вчений Крістофер Снедден заявив, що жителі району Мірпур мали сильне бажання приєднатися до Пакистану під час розділу.

## Мова та національність
Основна мова, рідною для приблизно 85% населення округу, відома під низкою іноді неоднозначних назв. Носії називають її по-різному Пахарі, Мірпур Пахарі, Мірпурі та Потварі, тоді як деякі називають її Панджабі. Соціолінгвісти вважають його одним із трьох основних діалектів мовного комплексу пахарі-потварі, який є проміжним між ланда та пенджабі. Мірпур Пахарі взаємно зрозумілий з двома іншими основними діалектами – Потварі з плато Потохар у провінції Пенджаб і Пахарі, якою розмовляють на півночі в Азад Кашмірі та навколо Муррі – і поділяє з ними від 77% до 84% свого основний словниковий запас, хоча різниця з найпівнічнішими різновидами (в Музаффарабаді) достатня, щоб перешкодити розумінню. Носії мірпурі мають сильне відчуття кашмірської ідентичності, яка має перевагу над мовною ідентифікацією з тісно спорідненими групами за межами Азад Кашміру, такими як панджабці з Потохара.

## Уряд
Район адміністративно поділяється на два техсіли:
- Дадял Техсіль
- Мірпур Техсіль

## Села
Серед відомих сіл району:Дадял Техсіль
 
- Амб
- Балаті
- Чаттрох
- Хавелі Багал
- Катар Ділавар Хан
- Манді
- Мохра Малкан
- Мохра Шер Шах
- Раджоа
- Ратта
- Сахалія
- Сартхала
- Сіах Пахаїт
- Талараджалі Хан
- Туб Джагір

Мірпур Техсіль
- Абдуллахпур
- Абдупур
- Арах Джагір
- Банні
- Чабріан Даттан
- Чак Хар'ям
- Чаксварі
- Чандрал
- Чатан
- Чечан
- Чіттерпарі
- Даляла
- Дері Тотал
- Гасітпур Аван
- Гасітпур Сохалян
- Ісламгарх
- Джангян Котла
- Ятлан
- Какра
- Кальял Бхайнсі
- Кас Калял
- Харі Шаріф
- Хохар
- Мехмунпур
- Нагіал
- Пахраль
- Пота Бейнсі
- Саханг